# Shag Lake
Der Shag Lake ist ein See in der Region Northland auf der Nordinsel von Neuseeland.

## Namensherkunft
Der Name des Sees kann eventuell von dem Māori-Namen „kawau“ abgeleitet werden, der den Wasservogel Kormoran oder auch „Shag“ genannt, meint. Die Vögel sind häufig an und auf dem See zu finden. Dass der See zufällig die Form eines Fisches hat, wird wohl nicht mit der Namensvergabe zusammenhängen.

## Geographie
Der Shag Lake befindet sich rund 27,5 km nordnordwestlich von Dargaville an der Westküste des Kaipara District, der zur Region Northland zählt. Der See, der rund 950 m landeinwärts zu finden ist, liegt knapp 1,5 km nordwestlich der Gruppe von Seen entfernt, die als die Kai Iwi Lakes bekannt sind. Der Shag Lake umfasst eine Fläche von rund 15 Hektar, dehnt sich über eine Länge von rund 840 m in Nordwest-Südost-Richtung aus und misst an seiner breitesten Stelle rund 315 m in Nordost-Südwest-Richtung.
Die Wasseroberfläche des Sees liegt ungefähr auf einer Höhe von 70 m, mit Schwankungen je nach Jahreszeit und Witterung. Da der See über keinen Abfluss verfügt, regelt sich die Wasserhöhe über Verdunstung und Wassereintrag durch Regen.

## Geologie
Der Shag Lake ist ein typischer Dünensee, der sich, wie zahlreicher seiner Art, im Pleistozän im verfestigten Sand der Westküste im nördlichen Teil der Nordinsel von Neuseeland gebildet hat. Der See entstanden aus der Ansammlung von Regenwasser, das sich in den Sandmulden, die von wasserundurchlässigen Eisenstein-Schichten unterlegt sind, sammeln konnte.
Zwischen dem See und der Tasmansee besteht keine Verbindung. Die bis zu über 140 m hohen Sanddünen, die in diesem Teil der Küste größtenteils bewachsen sind, verhindern den Zugang zur See.